# Amanita inopinata
Amanita inopinata är en svampart som beskrevs av D.A. Reid & Bas 1987. Amanita inopinata ingår i släktet flugsvampar och familjen Amanitaceae.   Inga underarter finns listade i Catalogue of Life.